# Philippe Bosmans
Philippe Jacobus Bosmans (Wilsele, 21 mei 1800 (doopdatum) - aldaar, 15 april 1875) was een Belgisch politicus en burgemeester van de gemeente Wilsele.

## Biografie
Bosmans werd geboren als zoon van Hendrik Bosmans, de latere eerste burgemeester van Wilsele, en Maria Anna Van Haecht. Ongeveer één jaar na zijn geboorte werd zijn vader benoemd tot burgemeester van Wilsele. De Zuidelijke Nederlanden maakten in die tijd deel uit van de Eerste Franse Republiek en na de val hiervan in 1804 van het Eerste Franse Keizerrijk.
Zijn vader stierf in 1831, ongeveer één jaar na de Belgische onafhankelijkheid, en werd opgevolgd door Petrus Geeraerts als burgemeester. Vijf jaar na het overlijden van zijn vader, in 1836, werd hij tot burgemeester van Wilsele verkozen. Hij zou in deze hoedanigheid blijven tot aan zijn overlijden in 1875 op 74-jarige leeftijd. Bosmans was 39 jaar burgemeester van Wilsele geweest.